# Рубль СССР
Рубль — валюта СССР с 1923 года по 26 декабря 1991 года, а после этой даты — валюта некоторых государств, возникших после распада Советского Союза (в частности, в Таджикистане, до 8 января 1994 года, после чего рублёвая зона прекратила своё существование). До 1947 года имел параллельное хождение с червонцем.
Дизайн большинства советских банкнот разработал гравёр и художник Иван Иванович Дубасов.
В СССР с ноября 1923 года до февраля 1924 года все бумажные денежные знаки назывались Государственными денежными знаками Союза Советских Социалистических Республик. С 1924 года по 1991 год банкноты достоинством до 10 рублей (одного червонца) именовались Государственными казначейскими билетами СССР, от 10 рублей и выше — Билетами Государственного банка СССР. С 1991 года банкноты всех номиналов стали именоваться Билетами Государственного банка СССР.
Советский рубль после денежной реформы 1961 года был формально равен 0,987412 г чистого золота, но напрямую на золото не обменивался. Золото в СССР можно было приобрести в ювелирных изделиях и чаще всего это была 583 проба, а не банковская 999. Таким образом, по содержанию золота 1 грамм ювелирных изделий должен был бы иметь цену около 60 копеек, но в ювелирных магазинах в 1961 году грамм золота в изделиях оценивался около 6 рублей, к 1985 году цена увеличилась до 43 рублей за грамм. При этом в 1985 году золотых ювелирных изделий было реализовано на сумму в 2,926 миллиарда рублей. Изредка из золота небольшими тиражами выпускались памятные монеты, но реального хождения они никогда не имели. Государственный банк СССР устанавливал официальный курс рубля по отношению к другим валютам, так, на 25 декабря 1991 года 1 доллар США равнялся 0,5571 рубля, 1 фунт стерлингов — 1,0389 рубля.
После распада СССР в 1992—1995 годах советский рубль постепенно выводился из обращения. Последней страной, отказавшейся от советского рубля, стал Таджикистан[уточнить] (8 января 1994). Россия вышла из зоны советского рубля в июле 1993 года.

## История

### Наименования рубля и копейки на языках союзных республик СССР
| Русский         | рубль       | копейка |                      | Эстонский | rubla    | kopikas |
| Белорусский     | рубель      | капейка | Латышский            | rublis    | kapeika  |         |
| Украинский      | карбованець | копійка | Литовский            | rublis    | kapeika  |         |
| Казахский       | сом         | тиын    | Молдавский           | рублэ     | копейкэ  |         |
| Киргизский      | сом         | тыйын   | Грузинский           | მანეთი    | კაპიკი   |         |
| Узбекский       | сўм         | тийин   | Армянский            | ռուբլի    | կոպեկ    |         |
| Туркменский     | манат       | көпүк   | Таджикский           | сӯм       | тин      |         |
| Азербайджанский | манат       | гəпик   | Финский / Карельский | rupla     | kopeekka |         |

## Экономические показатели

### Покупательная способностьрубля
Большинство прямых расчётов в СССР велось наличными. Это требовало большого количества банкнот в обращении. Рубли печатались на фабриках Гознака в Москве и Ленинграде. Покупательная способность рубля дифференцировалась государством в зависимости от типов рынков и цен; в частности, по природно-климатическим зонам: I, II, III, IV.
Вывоз рублей через границу в суммах бо́льших, чем 30 рублей (банкнотами по 10 рублей), был запрещён. За рубежом рубль не обращался. Переводный рубль был самостоятельным платёжным средством, точно так же, как и чеки Внешторгбанка.
В 1950 году, главным образом для зарубежных расчётов, рубль был поставлен на золотую базу 0,222168 г, хотя его покупательная сила внутри страны была тогда ниже, чем перед войной. 15 ноября 1960 года золотое «содержание» рублей повышено до 0,987412 г и одновременно заменено 10 старых рублей на один новый. Этим рубль был девальвирован на 55,5 %, но его стоимость и далее была завышена.

## Дореформенный рубль
Первыми денежными знаками СССР стали банкноты номиналом в 10, 15 и 25 тысяч рублей, выпущенные согласно постановлениям ЦИК и СНК СССР от 23 ноября и 18 декабря 1923 и от 7 февраля 1924 года соответственно. Первым постановлением также предполагался выпуск денежных знаков номиналом 100, 250, 500, 1000 и 5000 рублей, однако он так и не был осуществлён.
На банкнотах имелись надписи на русском, белорусском, украинском, грузинском, армянском и тюрко-татарском (азербайджанском) языках, указанным в 34 статье Конституции СССР и герб СССР образца 1923 года с 6 лентами, содержащими лозунг «Пролетарии всех стран, соединяйтесь!» на тех же языках.
На всех банкнотах стояли подписи народного комиссара финансов СССР Г. Я. Сокольникова (1923—1926) и одного из кассиров. Серийный номер вида АБ-12345.
Эти банкноты обращались параллельно с денежными знаками РСФСР образца 1923 года, выпущенными ранее.
| Серия 1923 года                                 | Серия 1923 года   | Серия 1923 года  | Серия 1923 года | Серия 1923 года | Серия 1923 года                                                                     | Серия 1923 года                                        | Серия 1923 года | Серия 1923 года | Серия 1923 года | Серия 1923 года |
| Изображение                                     | Изображение       | Номинал (рублей) | Размеры (мм)    | Основные цвета  | Описание                                                                            | Описание                                               | Описание        | Даты            | Даты            | Даты            |
| Лицевая сторона                                 | Оборотная сторона | Номинал (рублей) | Размеры (мм)    | Основные цвета  | Лицевая сторона                                                                     | Оборотная сторона                                      | Водяной знак    | введения        | печати          | изъятия         |
| ----------------------------------------------- | ----------------- | ---------------- | --------------- | --------------- | ----------------------------------------------------------------------------------- | ------------------------------------------------------ | --------------- | --------------- | --------------- | --------------- |
|                                                 |                   | 10 000           | 155×79          | зелёный         | герб СССР, номинал цифрами и прописью, пояснительные надписи, Московский кремль     | номинал цифрами и прописью на языках союзных республик | окна            | 23 ноября 1923  | 1923            | 31 мая 1924     |
|                                                 |                   | 15 000           | 155×79          | коричневый      | герб СССР, номинал цифрами и прописью, пояснительные надписи, профиль крестьянина   | номинал цифрами и прописью на языках союзных республик | окна            | 18 декабря 1923 | 1923            | 31 мая 1924     |
|                                                 |                   | 25 000           | 155×79          | лиловый         | герб СССР, номинал цифрами и прописью, пояснительные надписи, профиль красноармейца | номинал цифрами и прописью на языках союзных республик | окна            | 7 февраля 1924  | 1923            | 31 мая 1924     |
| Масштаб изображений — 1,0 пикселя на миллиметр. |                   |                  |                 |                 |                                                                                     |                                                        |                 |                 |                 |                 |

В ходе денежной реформы 1924 года была введена твёрдая валюта, обеспеченная золотом, а выпуск рублей образца 1923 года был прекращён начиная с 15 февраля 1924. Обмен денежных знаков на новые производился до 31 мая 1924 года (на территории Якутской АССР — до 30 июня 1924) по курсу 50 000 : 1.

## Рубль после реформы 1922—1924 годов
До 1 апреля 1924 года в СССР существовали две параллельные валюты, котировавшиеся по рыночному курсу: совзнаки и червонцы. К этому времени удельный вес старых совзнаков в совокупной денежной массе сократился до 20% и они были обменены по 50 тысяч за один червонный рубль, или полмиллиона совзнаков за червонец. Правительство обещало свободный обмен бумажных червонцев на золотые по номиналу после особого решения, которое так и не было принято. Стабильность бумажному червонцу придавало не золотое обеспечение, а контроль государства над денежной массой.

### Монеты образца 1924—1925 года
Первые монеты СССР номиналом 1, 2, 3, 5, 10, 15, 20 копеек, 1 полтинник и 1 рубль были выпущены в 1924 году согласно декрета ЦИК и СНК СССР от 22 февраля 1924. Позднее к монетному ряду добавилось полкопейки.
В 1924 году в обращение также были выпущены отчеканенные в 1921—1923 годах серебряные (50 копеек и рубль) и биллонные (10, 15 и 20 копеек) монеты с гербом РСФСР. Первые советские монеты по своему весу, размеру и материалу повторяли последние царские.
| Монеты образца 1924—1925 года | Монеты образца 1924—1925 года | Монеты образца 1924—1925 года | Монеты образца 1924—1925 года | Монеты образца 1924—1925 года | Монеты образца 1924—1925 года | Монеты образца 1924—1925 года                                   | Монеты образца 1924—1925 года                                     | Монеты образца 1924—1925 года | Монеты образца 1924—1925 года | Монеты образца 1924—1925 года |
| Изображение                   | Номинал                       | Диаметр (мм)                  | Масса (г)                     | Материал                      | Описание                      | Описание                                                        | Описание                                                          | Даты                          | Даты                          | Даты                          |
| Изображение                   | Номинал                       | Диаметр (мм)                  | Масса (г)                     | Материал                      | Гурт                          | Реверс                                                          | Аверс                                                             | введения                      | чеканки                       | изъятия                       |
| ----------------------------- | ----------------------------- | ----------------------------- | ----------------------------- | ----------------------------- | ----------------------------- | --------------------------------------------------------------- | ----------------------------------------------------------------- | ----------------------------- | ----------------------------- | ----------------------------- |
|                               | полкопейки                    | 16                            | 1,64                          | медь                          | рубчатый                      | номинал, год чеканки                                            | надпись «СССР», лозунг «ПРОЛЕТАРИИ ВСЕХ СТРАН, СОЕДИНЯЙТЕСЬ! •»   | 20 мая 1925                   | 1925 1927 1928                | [уточнить]                    |
|                               | 1 копейка                     | 21,3                          | 3,27                          | медь                          | рубчатый                      | номинал, год чеканки, растительный орнамент                     | герб СССР, лозунг «ПРОЛЕТАРИИ ВСЕХ СТРАН, СОЕДИНЯЙТЕСЬ!»          | 22 февраля 1924               | 1924 1925                     | [уточнить]                    |
|                               | 2 копейки                     | 24                            | 6,55                          | медь                          | рубчатый                      | номинал, год чеканки, растительный орнамент                     | герб СССР, лозунг «ПРОЛЕТАРИИ ВСЕХ СТРАН, СОЕДИНЯЙТЕСЬ!»          | 22 февраля 1924               | 1924 1925                     | [уточнить]                    |
|                               | 3 копейки                     | 27,7                          | 9,80                          | медь                          | рубчатый                      | номинал, год чеканки, растительный орнамент                     | герб СССР, лозунг «ПРОЛЕТАРИИ ВСЕХ СТРАН, СОЕДИНЯЙТЕСЬ!»          | 22 февраля 1924               | 1924                          | [уточнить]                    |
|                               | 5 копеек                      | 32                            | 16,38                         | медь                          | рубчатый                      | номинал, год чеканки, растительный орнамент                     | герб СССР, лозунг «ПРОЛЕТАРИИ ВСЕХ СТРАН, СОЕДИНЯЙТЕСЬ!»          | 22 февраля 1924               | 1924                          | [уточнить]                    |
|                               | 10 копеек                     | 17,27                         | 1,8                           | серебро-500                   | рубчатый                      | номинал, год чеканки, растительный орнамент                     | герб СССР, лозунг «ПРОЛЕТАРИИ ВСЕХ СТРАН, СОЕДИНЯЙТЕСЬ!»          | 22 февраля 1924               | 1924 1925 1927-1931           | [уточнить]                    |
|                               | 15 копеек                     | 19,56                         | 2,7                           | серебро-500                   | рубчатый                      | номинал, год чеканки, растительный орнамент                     | герб СССР, лозунг «ПРОЛЕТАРИИ ВСЕХ СТРАН, СОЕДИНЯЙТЕСЬ!»          | 22 февраля 1924               | 1924 1925 1927-1931           | [уточнить]                    |
|                               | 20 копеек                     | 21,84                         | 3,6                           | серебро-500                   | рубчатый                      | номинал, год чеканки, растительный орнамент                     | герб СССР, лозунг «ПРОЛЕТАРИИ ВСЕХ СТРАН, СОЕДИНЯЙТЕСЬ!»          | 22 февраля 1924               | 1924 1925 1927-1931           | [уточнить]                    |
|                               | 1 полтинник                   | 26,67                         | 10                            | серебро-900                   | гладкий с надписью            | кузнец, чинящий плуг                                            | герб СССР, номинал, лозунг «ПРОЛЕТАРИИ ВСЕХ СТРАН, СОЕДИНЯЙТЕСЬ!» | 22 февраля 1924               | 1924-1927                     | [уточнить]                    |
|                               | 1 рубль                       | 33,5                          | 20                            | серебро-900                   | гладкий с надписью            | рабочий, указывающий крестьянину на встающее над заводом Солнце | герб СССР, номинал, лозунг «ПРОЛЕТАРИИ ВСЕХ СТРАН, СОЕДИНЯЙТЕСЬ!» | 22 февраля 1924               | 1924                          | [уточнить]                    |
| Монеты образца 1921 года      |                               |                               |                               |                               |                               |                                                                 |                                                                   |                               |                               |                               |
|                               | 10 копеек                     | 17,27                         | 1,8                           | серебро-500                   | рубчатый                      | номинал, год чеканки, звезда, растительный орнамент             | герб РСФСР, лозунг «ПРОЛЕТАРИИ ВСЕХ СТРАН, СОЕДИНЯЙТЕСЬ!»         | 1924                          | 1921-1923                     | [уточнить]                    |
|                               | 15 копеек                     | 19,56                         | 2,7                           | серебро-500                   | рубчатый                      | номинал, год чеканки, звезда, растительный орнамент             | герб РСФСР, лозунг «ПРОЛЕТАРИИ ВСЕХ СТРАН, СОЕДИНЯЙТЕСЬ!»         | 1924                          | 1921-1923                     | [уточнить]                    |
|                               | 20 копеек                     | 21,8                          | 3,6                           | серебро-500                   | рубчатый                      | номинал, год чеканки, звезда, растительный орнамент             | герб РСФСР, лозунг «ПРОЛЕТАРИИ ВСЕХ СТРАН, СОЕДИНЯЙТЕСЬ!»         | 1924                          | 1921-1923                     | [уточнить]                    |
|                               | 50 копеек                     | 26,67                         | 10                            | серебро-900                   | гладкий с надписью            | номинал, год чеканки, звезда, растительный орнамент             | герб РСФСР, лозунг «ПРОЛЕТАРИИ ВСЕХ СТРАН, СОЕДИНЯЙТЕСЬ!»         | 1924                          | 1921 1922                     | [уточнить]                    |
|                               | 1 рубль                       | 33,5                          | 20                            | серебро-900                   | гладкий с надписью            | номинал, год чеканки, звезда, растительный орнамент             | герб РСФСР, лозунг «ПРОЛЕТАРИИ ВСЕХ СТРАН, СОЕДИНЯЙТЕСЬ!»         | 1924                          | 1921 1922                     | [уточнить]                    |

### Монеты образца 1926—1931 года
6 января 1926 года ЦИК и СНК СССР приняли постановление о чеканке и выпуске в обращение разменных монет нового образца номиналом 1, 2, 3 и 5 копеек, что было вызвано, в первую очередь, большим весом и размерами первых советских монет.
Позднее, в 1932 году, были введены 10, 15 и 20 копеек нового образца, отчеканенные из мельхиора (медно-никелевый сплав). Ни по весу, ни по размерам новые мельхировые монеты не отличались от соответствующих серебряных, бо́льшая твёрдость и износостойкость никеля обеспечивала их бо́льшую долговечность, а его тугоплавкость (tпл = 1453 °С) по сравнению с серебром (tпл = 962 °С) — лучшую защиту от подделок.
Выпуск монет нового образца позволил высвободить большое количество чистых металлов — меди и серебра, из которых чеканились первые монеты, для промышленных и других нужд.
| Монеты образца 1926—1931 года | Монеты образца 1926—1931 года | Монеты образца 1926—1931 года | Монеты образца 1926—1931 года | Монеты образца 1926—1931 года | Монеты образца 1926—1931 года | Монеты образца 1926—1931 года                                                    | Монеты образца 1926—1931 года                                                   | Монеты образца 1926—1931 года | Монеты образца 1926—1931 года | Монеты образца 1926—1931 года |
| Изображение                   | Номинал (копеек)              | Диаметр (мм)                  | Масса (г)                     | Материал                      | Описание                      | Описание                                                                         | Описание                                                                        | Даты                          | Даты                          | Даты                          |
| Изображение                   | Номинал (копеек)              | Диаметр (мм)                  | Масса (г)                     | Материал                      | Гурт                          | Реверс                                                                           | Аверс                                                                           | введения                      | чеканки                       | изъятия                       |
| ----------------------------- | ----------------------------- | ----------------------------- | ----------------------------- | ----------------------------- | ----------------------------- | -------------------------------------------------------------------------------- | ------------------------------------------------------------------------------- | ----------------------------- | ----------------------------- | ----------------------------- |
|                               | 1                             | 15                            | 1                             | бронза (Cu+Al 95:5)           | рубчатый                      | номинал, год чеканки, растительный орнамент                                      | герб СССР, лозунг «ПРОЛЕТАРИИ ВСЕХ СТРАН, СОЕДИНЯЙТЕСЬ!», надпись «С. С. С. Р.» | 6 января 1926                 | 1926-1935                     | 31 декабря 1960               |
|                               | 2                             | 18                            | 2                             | бронза (Cu+Al 95:5)           | рубчатый                      | номинал, год чеканки, растительный орнамент                                      | герб СССР, лозунг «ПРОЛЕТАРИИ ВСЕХ СТРАН, СОЕДИНЯЙТЕСЬ!», надпись «С. С. С. Р.» | 6 января 1926                 | 1926-1935                     | 31 декабря 1960               |
|                               | 3                             | 22                            | 3                             | бронза (Cu+Al 95:5)           | рубчатый                      | номинал, год чеканки, растительный орнамент                                      | герб СССР, лозунг «ПРОЛЕТАРИИ ВСЕХ СТРАН, СОЕДИНЯЙТЕСЬ!», надпись «С. С. С. Р.» | 6 января 1926                 | 1926-1935                     | 31 декабря 1960               |
|                               | 5                             | 25                            | 5                             | бронза (Cu+Al 95:5)           | рубчатый                      | номинал, год чеканки, растительный орнамент                                      | герб СССР, лозунг «ПРОЛЕТАРИИ ВСЕХ СТРАН, СОЕДИНЯЙТЕСЬ!», надпись «С. С. С. Р.» | 6 января 1926                 | 1926-1935                     | 31 декабря 1960               |
|                               | 10                            | 17,27                         | 1,8                           | никель                        | рубчатый                      | рабочий, держащий щит с изображением номинала, год чеканки, название государства | герб СССР, лозунг «ПРОЛЕТАРИИ ВСЕХ СТРАН, СОЕДИНЯЙТЕСЬ!»                        | 27 февраля 1932               | 1931-1934                     | 31 декабря 1960               |
|                               | 15                            | 19,56                         | 2,7                           | никель                        | рубчатый                      | рабочий, держащий щит с изображением номинала, год чеканки, название государства | герб СССР, лозунг «ПРОЛЕТАРИИ ВСЕХ СТРАН, СОЕДИНЯЙТЕСЬ!»                        | 27 февраля 1932               | 1931-1934                     | 31 декабря 1960               |
|                               | 20                            | 21,84                         | 3,6                           | никель                        | рубчатый                      | рабочий, держащий щит с изображением номинала, год чеканки, название государства | герб СССР, лозунг «ПРОЛЕТАРИИ ВСЕХ СТРАН, СОЕДИНЯЙТЕСЬ!»                        | 27 февраля 1932               | 1931-1934                     | 31 декабря 1960               |

Бронзовые монеты этого выпуска чеканились без изменения до 1935 года, когда был изменён рисунок аверса, реверс же сохранялся без изменений до реформы 1961 года.

### Монеты образца 1935 года
В 1935 году были введены монеты нового образца. Характеристики монет остались прежними, но у всех было упрощено изображение на аверсе, а у мельхиоровых монет — и на реверсе. С лицевой стороны исчез лозунг «Пролетарии всех стран, соединяйтесь!» и появилось название государства; на оборотной стороне монет в 10, 15 и 20 копеек остался только номинал и год выпуска в растительном обрамлении. Подобное изменение дизайна было вызвано перегруженностью монетного поля элементами оформления, что создавало трудности для производства.
Монеты этого образца выпускались с 1935 по 1957 год. За это время на гербе СССР, изображённом на аверсе, несколько раз менялось количество ленточек, соответствовавшее количеству республик, входящих в состав Союза: на монетах 1935—1936 года было 6 лент, 1937—1946 — 11, 1948—1956 — 16, а 1957 — 15 лент.
Денежная реформа 1947 года не коснулась монет и они продолжали чеканиться в неизменном виде и после неё.
| Монеты образца 1935 года | Монеты образца 1935 года | Монеты образца 1935 года | Монеты образца 1935 года | Монеты образца 1935 года | Монеты образца 1935 года | Монеты образца 1935 года                    | Монеты образца 1935 года  | Монеты образца 1935 года | Монеты образца 1935 года           | Монеты образца 1935 года |
| Изображение              | Номинал (копеек)         | Диаметр (мм)             | Масса (г)                | Материал                 | Описание                 | Описание                                    | Описание                  | Даты                     | Даты                               | Даты                     |
| Изображение              | Номинал (копеек)         | Диаметр (мм)             | Масса (г)                | Материал                 | Гурт                     | Реверс                                      | Аверс                     | введения                 | чеканки                            | изъятия                  |
| ------------------------ | ------------------------ | ------------------------ | ------------------------ | ------------------------ | ------------------------ | ------------------------------------------- | ------------------------- | ------------------------ | ---------------------------------- | ------------------------ |
|                          | 1                        | 15                       | 1                        | бронза                   | рубчатый                 | номинал, год чеканки, растительный орнамент | надпись «СССР», герб СССР | [уточнить]               | 1935-1941 1945-1946 1948-1957      | 1 января 1999            |
|                          | 2                        | 18                       | 2                        | бронза                   | рубчатый                 | номинал, год чеканки, растительный орнамент | надпись «СССР», герб СССР | [уточнить]               | 1935-1941 1945-1946 1948-1957      | 1 января 1999            |
|                          | 3                        | 22                       | 3                        | бронза                   | рубчатый                 | номинал, год чеканки, растительный орнамент | надпись «СССР», герб СССР | [уточнить]               | 1935-1941 1943 1945-1946 1948-1957 | 1 января 1999            |
|                          | 5                        | 25                       | 5                        | бронза                   | рубчатый                 | номинал, год чеканки, растительный орнамент | надпись «СССР», герб СССР | [уточнить]               | 1935-1941 1943 1945-1946 1948-1957 | 31 декабря 1960          |
|                          | 10                       | 17,27                    | 1,8                      | никель                   | рубчатый                 | номинал, год чеканки, растительный орнамент | надпись «СССР», герб СССР | [уточнить]               | 1935-1946 1948-1957                | 31 декабря 1960          |
|                          | 15                       | 19,56                    | 2,7                      | никель                   | рубчатый                 | номинал, год чеканки, растительный орнамент | надпись «СССР», герб СССР | [уточнить]               | 1935-1946 1948-1957                | 31 декабря 1960          |
|                          | 20                       | 21,84                    | 3,6                      | никель                   | рубчатый                 | номинал, год чеканки, растительный орнамент | надпись «СССР», герб СССР | [уточнить]               | 1935-1946 1948-1957                | 31 декабря 1960          |

### Банкноты образца 1924 года
Согласно декрету ЦИК и СНК СССР от 22 февраля 1924 с целью восполнения потребности в разменных денежных единицах в условиях недостатка в обороте монет, были выпущены временные казначейские боны номиналом 1, 2, 3, 5 и 50 копеек. Также готовился выпуск 20 копеек в бумажном варианте, но он не состоялся, а банкноты этого номинала известны только в виде образцов.
На всех разменных бонах был изображён герб СССР 1923 года с 6 лентами и надписи на 6 языках республик СССР, не было серийного номера, а подписи наркома финансов Сокольникова и кассира М. Козлова имелись только на 50 копейках.
Казначейские билеты номиналом 1, 3 и 5 рублей золотом были выпущены в феврале 1924 года согласно декрету ЦИК и СНК СССР от 5 февраля. Как и у банкнот предыдущего выпуска, на этих стояли подписи народного комиссара финансов СССР Г. Я. Сокольникова и одного из кассиров. Серийный номер 7-значный, сами серии 1-3-значные у билетов в 1 рубль и 1-2-значные у 3 и 5 рублей.
В 1928 году был выпущен билет 1 рубль золотом, отличающийся от рубля 1924 года водяным знаком и подписью нового наркома финансов — Н. П. Брюханова (1926—1930). Серии 1-3-значные или 1-2-литерные.
В августе 1924 в обращении появились билеты Госбанка СССР достоинством 3 червонца. Изображение на них было только с одной стороны, а серийные номера имели вид АБ 123456. На червонцах стояли подписи членов правления Госбанка. Готовились, но так и не были выпущены в обращение билеты номиналом 1 и 5 червонцев образца 1924 года.
| Серия 1924 года                                 | Серия 1924 года   | Серия 1924 года  | Серия 1924 года | Серия 1924 года    | Серия 1924 года | Серия 1924 года                                                                        | Серия 1924 года                       | Серия 1924 года | Серия 1924 года | Серия 1924 года |
| Изображение                                     | Изображение       | Номинал          | Размеры (мм)    | Основные цвета     | Описание | Описание                                                                               | Описание                              | Даты            | Даты            | Даты            |
| Лицевая сторона                                 | Оборотная сторона | Номинал          | Размеры (мм)    | Основные цвета     | Лицевая сторона | Оборотная сторона                                                                      | Водяной знак                          | введения        | печати          | изъятия         |
| ----------------------------------------------- | ----------------- | ---------------- | --------------- | ------------------ | --- | -------------------------------------------------------------------------------------- | ------------------------------------- | --------------- | --------------- | --------------- |
|                                                 |                   | 1 копейка        | 40×66           | светло- коричневый | номинал большой цифрой и прописью, герб СССР, год выпуска                                                              | номинал цифрой и прописью на языках республик СССР, надпись «С. С. С. Р.»              | теневые квадраты                      | 22 февраля 1924 | 1924            | 31 августа 1926 |
|                                                 |                   | 2 копейки        | 40×66           | коричневый         | номинал большой цифрой и прописью, герб СССР, год выпуска                                                              | номинал цифрой и прописью на языках республик СССР, надпись «С. С. С. Р.»              | теневые квадраты                      | 22 февраля 1924 | 1924            | 31 августа 1926 |
|                                                 |                   | 3 копейки        | 40×66           | зелёный            | номинал большой цифрой и прописью, герб СССР, год выпуска                                                              | номинал цифрой и прописью на языках республик СССР, надпись «С. С. С. Р.»              | теневые квадраты                      | 22 февраля 1924 | 1924            | 31 августа 1926 |
|                                                 |                   | 5 копеек         | 40×66           | синий              | номинал большой цифрой и прописью, герб СССР, год выпуска                                                              | номинал цифрой и прописью на языках республик СССР, надпись «С. С. С. Р.»              | теневые квадраты                      | 22 февраля 1924 | 1924            | 31 августа 1926 |
|                                                 |                   | 50 копеек        | 110×60          | синий бежевый      | номинал большой цифрой и прописью, герб СССР, год выпуска, подписи наркома финансов и кассира                          | номинал цифрой и прописью на языках республик СССР, надпись «С. С. С. Р.»              | окна                                  | 22 февраля 1924 | 1924            | 31 августа 1926 |
|                                                 |                   | 1 рубль золотом  | 80×155          | оранжевый синий    | номинал прописью, герб СССР, подписи наркома финансов и кассира на фоне снопа пшеницы                                  | номинал цифрой и прописью на языках республик СССР, пояснительные надписи, год выпуска | «1 рубль», растительный орнамент      | 5 февраля 1924  | 1924 1928       | 1947            |
|                                                 |                   | 3 рубля золотом  | 168×75          | зелёный            | номинал цифрой и прописью, герб СССР, год выпуска, подписи наркома финансов и кассира, отдыхающие рабочий и крестьянин | номинал цифрой и прописью на языках республик СССР, пояснительные надписи              | «СССР 3», орнамент, «ТРИ РУБЛЯ»       | 5 февраля 1924  | 1924            | 1947            |
|                                                 |                   | 5 рублей золотом | 181×86          | лиловый синий      | номинал цифрой и прописью, герб СССР, год выпуска, подписи наркома финансов и кассира, трактор в поле                  | номинал цифрой и прописью на языках республик СССР, пояснительные надписи              | «СССР 5», орнамент, «ПЯТЬРУБ.»        | 5 февраля 1924  | 1924            | 1947            |
|                                                 |                   | 3 червонца       | 180×106         | чёрный             | изображение сеятеля, номинал, герб СССР, пояснительные надписи, печать и подписи членов правления Госбанка             | отсутствует                                                                            | «Г Б», номинал, год выпуска, орнамент | 30 июля 1924    | 1924            | 1947            |
| Масштаб изображений — 1,0 пикселя на миллиметр. |                   |                  |                 |                    | |                                                                                        |                                       |                 |                 |                 |

Постановлением ЦИК и СНК СССР от 21 мая 1926 года был установлен предельный срок нахождения в обороте и обмена временных казначейских бон номиналом 1-50 копеек на монеты до 31 августа 1926 года, а в отдельных местностях азиатской части СССР — до 1 января 1927.
1, 3, 5 рублей золотом и 3 червонца были выведены из обращения в ходе денежной реформы 1947 года, хотя фактически были вытеснены билетами более поздних выпусков ещё раньше.

### Банкноты образца 1925 года
С марта 1925 года до начала 1930-х Госбанк СССР осуществлял выпуск казначейских билетов номиналом 3 и 5 рублей образца 1925 года. На банкнотах стояли подписи наркома финансов Г. Я. Сокольникова и одного из кассиров. Серийный номер 6-значный, серии 1- или 2-литерные.
| Серия 1925 года                                 | Серия 1925 года   | Серия 1925 года  | Серия 1925 года | Серия 1925 года             | Серия 1925 года | Серия 1925 года                                                           | Серия 1925 года | Серия 1925 года | Серия 1925 года | Серия 1925 года |
| Изображение                                     | Изображение       | Номинал (рублей) | Размеры (мм)    | Основные цвета              | Описание | Описание                                                                  | Описание        | Даты            | Даты            | Даты            |
| Лицевая сторона                                 | Оборотная сторона | Номинал (рублей) | Размеры (мм)    | Основные цвета              | Лицевая сторона | Оборотная сторона                                                         | Водяной знак    | введения        | печати          | изъятия         |
| ----------------------------------------------- | ----------------- | ---------------- | --------------- | --------------------------- | --- | ------------------------------------------------------------------------- | --------------- | --------------- | --------------- | --------------- |
|                                                 |                   | 3                | 128×62          | тёмно-зелёный синий розовый | номинал цифрой и прописью на языках республик СССР, герб СССР, год выпуска, подписи наркома финансов и кассира, пояснительные надписи | номинал цифрой и прописью на языках республик СССР                        | отсутствует     | март 1925       | 1925            | 1947            |
|                                                 |                   | 5                | 165×70          | чёрный синий розовый        | номинал цифрой и прописью на языках республик СССР, герб СССР, год выпуска, портрет рабочего, подписи наркома финансов и кассира      | номинал цифрой и прописью на языках республик СССР, пояснительные надписи | «5»             | март 1925       | 1925            | 1947            |
| Масштаб изображений — 1,0 пикселя на миллиметр. |                   |                  |                 |                             | |                                                                           |                 |                 |                 |                 |

Эти казначейские билеты были выведены из обращения в ходе денежной реформы 1947 года, хотя фактически были вытеснены банкнотами более поздних выпусков ещё раньше.

### Банкноты 1926—1932 годов
В 1926—1932 годах Госбанк СССР ввёл в обращение несколько номиналов банкнот, номинированных в червонцах. 1, 2 и 3 червонца печатались на белой бумаге без водяных знаков, а 5 червонцев были с водяными знаками, но без оборотной стороны. Серийный номер у всех банкнот был вида АБ 123456. На червонцах стояли подписи членов правления Госбанка.
| Банкноты 1926—1932 годов                        | Банкноты 1926—1932 годов | Банкноты 1926—1932 годов | Банкноты 1926—1932 годов | Банкноты 1926—1932 годов | Банкноты 1926—1932 годов | Банкноты 1926—1932 годов                                                 | Банкноты 1926—1932 годов                     | Банкноты 1926—1932 годов | Банкноты 1926—1932 годов | Банкноты 1926—1932 годов |
| Изображение                                     | Изображение              | Номинал (червонцев)      | Размеры (мм)             | Основные цвета           | Описание | Описание                                                                 | Описание                                     | Даты                     | Даты                     | Даты                     |
| Лицевая сторона                                 | Оборотная сторона        | Номинал (червонцев)      | Размеры (мм)             | Основные цвета           | Лицевая сторона | Оборотная сторона                                                        | Водяной знак                                 | введения                 | печати                   | изъятия                  |
| ----------------------------------------------- | ------------------------ | ------------------------ | ------------------------ | ------------------------ | --- | ------------------------------------------------------------------------ | -------------------------------------------- | ------------------------ | ------------------------ | ------------------------ |
|                                                 |                          | 1                        | 155×84                   | тёмно-синий              | номинал цифрой и прописью на русском языке, герб и название государства, год выпуска, подписи членов правления Госбанка, пояснительные надписи | номинал цифрой и прописью на русском языке                               | отсутствует                                  | октябрь 1926             | 1926                     | 1947                     |
|                                                 |                          | 2                        | 158×88                   | зелёный                  | номинал цифрой и прописью на языках республик СССР, герб СССР, подписи членов правления Госбанка, пояснительные надписи                        | номинал цифрой и прописью на языках республик СССР, год выпуска          | отсутствует                                  | июль 1928                | 1928                     | 1947                     |
|                                                 |                          | 3                        | 158×88                   | зелёный                  | номинал цифрой и прописью на языках республик СССР, герб СССР, подписи членов правления Госбанка, год выпуска, пояснительные надписи           | номинал цифрой и прописью на языках республик СССР, название государства | отсутствует                                  | сентябрь 1932            | 1932                     | 1947                     |
|                                                 |                          | 5                        | 180×105                  | тёмно-синий              | номинал цифрой и прописью на языках республик СССР, герб СССР, подписи членов правления и печать Госбанка, год выпуска, пояснительные надписи  | отсутствует                                                              | «5 ЧЕРВОНЦЕВ СССР», «ГОСБАНК 1928», орнамент | июль 1928                | 1928                     | 1947                     |
| Масштаб изображений — 1,0 пикселя на миллиметр. |                          |                          |                          |                          | |                                                                          |                                              |                          |                          |                          |

Червонцы этого выпуска оставались законным средством платежа до реформы 1947 года, хотя фактически были вытеснены ещё раньше банкнотами аналогичных номиналов образца 1937 года.

### Банкноты образца 1934 года
С июня 1934 года Госбанк СССР начал выпуск казначейских билетов номиналом 1, 3 и 5 рублей нового образца. С 1934 по 1936 год выпускались банкноты с подписью наркома финансов Г. Ф. Гринько. После его ареста в 1937 году обращение денег с подписью «врага народа» выглядело «неправильным» с политической точки зрения. В связи с этим было принято решение выпустить денежные знаки тех же номиналов с аналогичным внешним видом, но уже без подписи Гринько, причём, во избежание повторения подобной ситуации, предусматривалось впредь выпускать бумажные деньги уже без чьих-либо подписей, например, преемника Гринько на посту народного комиссара финансов — В. Я. Чубаря. Решение действительно оказалось «дальновидным», поскольку позднее новый руководитель также был арестован и расстрелян. Банкноты обоих выпусков были без водяных знаков, с номерами вида А 123456 (только первый выпуск) или АБ 123456 (оба выпуска).
| Серия 1934 года                                 | Серия 1934 года   | Серия 1934 года  | Серия 1934 года | Серия 1934 года       | Серия 1934 года                                                                                   | Серия 1934 года        | Серия 1934 года | Серия 1934 года | Серия 1934 года | Серия 1934 года |
| Изображение                                     | Изображение       | Номинал (рублей) | Размеры (мм)    | Основные цвета        | Описание                                                                                          | Описание               | Описание        | Даты            | Даты            | Даты            |
| Лицевая сторона                                 | Оборотная сторона | Номинал (рублей) | Размеры (мм)    | Основные цвета        | Лицевая сторона                                                                                   | Оборотная сторона      | Водяной знак    | введения        | печати          | изъятия         |
| ----------------------------------------------- | ----------------- | ---------------- | --------------- | --------------------- | ------------------------------------------------------------------------------------------------- | ---------------------- | --------------- | --------------- | --------------- | --------------- |
|                                                 |                   | 1                | 118×60          | чёрно-синий кремовый  | номинал цифрой и прописью на языках республик СССР, герб СССР, год выпуска, пояснительные надписи | номинал большой цифрой | отсутствует     | июнь 1934       | 1934 1937       | 1947            |
|                                                 |                   | 3                | 136×68          | тёмно-зелёный зелёный | номинал цифрой и прописью на языках республик СССР, герб СССР, год выпуска, пояснительные надписи | номинал большой цифрой | отсутствует     | июнь 1934       | 1934 1937       | 1947            |
|                                                 |                   | 5                | 136×70          | тёмно-синий голубой   | номинал цифрой и прописью на языках республик СССР, герб СССР, год выпуска, пояснительные надписи | номинал большой цифрой | отсутствует     | июнь 1934       | 1934 1937       | 1947            |
| Масштаб изображений — 1,0 пикселя на миллиметр. |                   |                  |                 |                       |                                                                                                   |                        |                 |                 |                 |                 |

Банкноты этого выпуска оставались законным средством платежа до реформы 1947 года, хотя фактически были вытеснены ещё раньше рублями образца 1938 года.

### Банкноты 1937—1938 года
В 1938 году были выпущены новые казначейские билеты достоинством 1, 3 и 5 рублей. Цвета банкнот — традиционные (использовавшиеся в последних выпусках Российской империи, а также на банкнотах-марках РСФСР 1922 г.), а нетрадиционно — отсутствие водяных знаков. Из общей цветовой традиции выбиваются цвета банкнот в 1 и 3 червонца. Дензнаки большего достоинства выпускались Госбанком СССР с номиналом, указанным в червонцах.
В годы Великой Отечественной войны нацистские оккупационные власти разрешали использование советских банкнот в 1, 3 и 5 рублей для расчётов на занятых территориях, более крупные номиналы в принудительном порядке обменивались на локальные выпуски (оккупационная рейхсмарка или карбованец Рейхскомиссариата Украина) или конфисковывались под расписки.
Фигуры, изображённые на банкнотах в 1, 3 и 5 рублей, были также изображены на марках 6-го стандартного выпуска с тем же цветовым дизайном, однако с иными номиналами.
| Банкноты 1937—1938 года                         | Банкноты 1937—1938 года | Банкноты 1937—1938 года | Банкноты 1937—1938 года | Банкноты 1937—1938 года | Банкноты 1937—1938 года                                                                                             | Банкноты 1937—1938 года                                          | Банкноты 1937—1938 года | Банкноты 1937—1938 года | Банкноты 1937—1938 года | Банкноты 1937—1938 года |
| Изображение                                     | Изображение             | Номинал                 | Размеры (мм)            | Основные цвета          | Описание | Описание                                                         | Описание                | Даты                    | Даты                    | Даты                    |
| Лицевая сторона                                 | Оборотная сторона       | Номинал                 | Размеры (мм)            | Основные цвета          | Лицевая сторона | Оборотная сторона                                                | Водяной знак            | введения                | печати                  | изъятия                 |
| ----------------------------------------------- | ----------------------- | ----------------------- | ----------------------- | ----------------------- | --- | ---------------------------------------------------------------- | ----------------------- | ----------------------- | ----------------------- | ----------------------- |
|                                                 |                         | 1 рубль                 | 125×60                  | коричневый оранжевый    | номинал цифрами и прописью на русском языке, герб СССР, пояснительная надпись, год выпуска, портрет шахтёра         | номинал цифрами и прописью на языках республик СССР              | отсутствует             | 1938                    | 1938                    | 1947                    |
|                                                 |                         | 3 рубля                 | 135×67                  | зелёный                 | номинал цифрами и прописью на русском языке, герб СССР, пояснительная надпись, год выпуска, солдаты                 | номинал цифрами и прописью на языках республик СССР              | отсутствует             | 1938                    | 1938                    | 1947                    |
|                                                 |                         | 5 рублей                | 145×70                  | синий                   | номинал цифрами и прописью на русском языке, герб СССР, пояснительная надпись, год выпуска, лётчик на фоне самолёта | номинал цифрами и прописью на языках республик СССР              | отсутствует             | 1938                    | 1938                    | 1947                    |
|                                                 |                         | 1 червонец              | 161×80                  | серый                   | номинал цифрами и прописью на русском языке, герб СССР, пояснительная надпись, портрет Ленина                       | номинал цифрами и прописью на языках республик СССР, год выпуска | отсутствует             | январь 1938             | 1937                    | 1947                    |
|                                                 |                         | 3 червонца              | 171×88                  | красный коричневый      | номинал цифрами и прописью на русском языке, герб СССР, пояснительная надпись, портрет Ленина                       | номинал цифрами и прописью на языках республик СССР, год выпуска | отсутствует             | январь 1938             | 1937                    | 1947                    |
|                                                 |                         | 5 червонцев             | 180×91                  | зелёный                 | номинал цифрами и прописью на русском языке, герб СССР, пояснительная надпись, портрет Ленина                       | номинал цифрами и прописью на языках республик СССР, год выпуска | отсутствует             | январь 1938             | 1937                    | 1947                    |
|                                                 |                         | 10 червонцев            | 192×100                 | чёрный                  | номинал цифрами и прописью на русском языке, герб СССР, пояснительная надпись, портрет Ленина                       | номинал цифрами и прописью на языках республик СССР, год выпуска | отсутствует             | январь 1938             | 1937                    | 1947                    |
| Масштаб изображений — 1,0 пикселя на миллиметр. |                         |                         |                         |                         | |                                                                  |                         |                         |                         |                         |

## Рубль после реформы 1947 года
В 1947 году была проведена очередная денежная реформа. При неизменном масштабе цен старые деньги обменивались на новые в соотношении 10:1. Монета осталась в обращении по номиналу.
После реформы 1947 года было произведено два выпуска банкнот, отличающихся числом витков ленты на гербе СССР: у первого выпуска их было 16, у второго (1957 года) — 15. Соответственно изменилось и число надписей «один рубль» на языках союзных республик. Причиной этого было упразднение Карело-Финской ССР. Несмотря на изменение оформления, дата на банкнотах второго выпуска осталась прежней — 1947 год.
| Серия 1947 года                                 | Серия 1947 года   | Серия 1947 года  | Серия 1947 года | Серия 1947 года   | Серия 1947 года                                                                                                   | Серия 1947 года | Серия 1947 года   | Серия 1947 года | Серия 1947 года | Серия 1947 года |
| Изображение                                     | Изображение       | Номинал (рублей) | Размеры (мм)    | Основные цвета    | Описание | Описание | Описание          | Даты            | Даты            | Даты            |
| Лицевая сторона                                 | Оборотная сторона | Номинал (рублей) | Размеры (мм)    | Основные цвета    | Лицевая сторона                                                                                                   | Оборотная сторона | Водяной знак      | введения        | печати          | изъятия         |
| ----------------------------------------------- | ----------------- | ---------------- | --------------- | ----------------- | --- | --- | ----------------- | --------------- | --------------- | --------------- |
|                                                 |                   | 1                | 82×125          | синий оранжевый   | номинал цифрой и прописью на языках республик СССР, герб СССР, год выпуска                                        | номинал цифрой и прописью на русском языке, пояснительные надписи, серп и молот на фоне снопа пшеницы                                       | 5-конечные звёзды | 16 декабря 1947 | 1947 1957       | 1 апреля 1961   |
|                                                 |                   | 3                | 86×135          | зелёный розовый   | номинал цифрой и прописью на языках республик СССР, герб СССР, год выпуска                                        | номинал цифрой и прописью на русском языке, пояснительные надписи                                                                           | 5-конечные звёзды | 16 декабря 1947 | 1947 1957       | 1 апреля 1961   |
|                                                 |                   | 5                | 88×145          | голубой оранжевый | номинал цифрой и прописью на языках республик СССР, герб СССР, год выпуска                                        | номинал цифрой и прописью на русском языке, пояснительные надписи, серп и молот                                                             | 5-конечные звёзды | 16 декабря 1947 | 1947 1957       | 1 апреля 1961   |
|                                                 |                   | 10               | 161×92          | розовый голубой   | номинал цифрой и прописью на русском языке, серп и молот, портрет Ленина                                          | номинал цифрой и прописью на языках республик СССР, герб СССР, год выпуска, пояснительная надпись                                           | 5-конечные звёзды | 16 декабря 1947 | 1947 1957       | 1 апреля 1961   |
|                                                 |                   | 25               | 171×96          | голубой зелёный   | номинал цифрой и прописью на русском языке, название государства, портрет Ленина, пояснительная надпись           | номинал цифрой и прописью на языках республик СССР, герб СССР, год выпуска, пояснительная надпись                                           | 5-конечные звёзды | 16 декабря 1947 | 1947 1957       | 1 апреля 1961   |
|                                                 |                   | 50               | 218×103         | зелёный розовый   | номинал цифрой и прописью на русском языке, портрет Ленина, герб СССР, пояснительная надпись                      | номинал цифрой и прописью на языках республик СССР, герб СССР, год выпуска, пояснительная надпись                                           | портрет Ленина    | 16 декабря 1947 | 1947 1957       | 1 апреля 1961   |
|                                                 |                   | 100              | 228×115         | кремовый розовый  | номинал цифрой и прописью на языках республик СССР, портрет Ленина, герб СССР, год выпуска, пояснительная надпись | панорама Московского Кремля с Софийской набережной, номинал цифрой и прописью на русском языке, название государства, пояснительная надпись | портрет Ленина    | 16 декабря 1947 | 1947 1957       | 1 апреля 1961   |
| Масштаб изображений — 1,0 пикселя на миллиметр. |                   |                  |                 |                   | | |                   |                 |                 |                 |

## Рубль после реформы 1961 года
В 1961 году была проведена очередная денежная реформа. Масштаб цен с 1 января 1961 года был изменён в 10 раз. 1, 2 и 3-копеечные монеты остались в обращении по номиналу. Деньги образца 1961 года оказались наиболее долговечными за всю историю СССР: в неизменном виде они просуществовали вплоть до реформы 23 января 1991 года.

### Монеты образца 1961 года
Монеты этого образца наиболее долгое время были в обороте. Формально эти монеты оставались законным платёжным средством до конца 1998 года, а до 31 декабря 2002 года их можно было обменять в управлениях Банка России в количествах, кратных 1 новой копейке (то есть 10 старым рублям, см. Денежная реформа в России (1998)).
Не были изъяты и находились до самого конца в обращении вместе с монетами образца 1961 года и совпадающие с ними по размеру монеты достоинством в 1, 2 и 3 копейки 1926—1957 годов.
| Монеты образца 1961 года | Монеты образца 1961 года | Монеты образца 1961 года | Монеты образца 1961 года | Монеты образца 1961 года | Монеты образца 1961 года | Монеты образца 1961 года                    | Монеты образца 1961 года                                       | Монеты образца 1961 года |
| Изображения              | Номинал                  | Диаметр (мм)             | Масса (г)                | Материал                 | Описание                 | Описание                                    | Описание                                                       | Годы выпуска             |
| Изображения              | Номинал                  | Диаметр (мм)             | Масса (г)                | Материал                 | Гурт                     | Реверс                                      | Аверс                                                          | Годы выпуска             |
| ------------------------ | ------------------------ | ------------------------ | ------------------------ | ------------------------ | ------------------------ | ------------------------------------------- | -------------------------------------------------------------- | ------------------------ |
|                          | 1 копейка                | 15                       | 1                        | медь-цинк                | рубчатый                 | номинал, год чеканки, растительный орнамент | надпись «СССР», герб СССР                                      | 1961-1991                |
|                          | 2 копейки                | 18                       | 2                        | медь-цинк                | рубчатый                 | номинал, год чеканки, растительный орнамент | надпись «СССР», герб СССР                                      | 1961-1991                |
|                          | 3 копейки                | 22                       | 3                        | медь-цинк                | рубчатый                 | номинал, год чеканки, растительный орнамент | надпись «СССР», герб СССР                                      | 1961-1962 1965-1991      |
|                          | 5 копеек                 | 25                       | 5                        | медь-цинк                | рубчатый                 | номинал, год чеканки, растительный орнамент | надпись «СССР», герб СССР                                      | 1961-1962 1965-1991      |
|                          | 10 копеек                | 17,27                    | 1,8                      | медь-никель              | рубчатый                 | номинал, год чеканки, растительный орнамент | надпись «СССР», герб СССР                                      | 1961-1962 1965-1991      |
|                          | 15 копеек                | 19,56                    | 2,5                      | медь-никель              | рубчатый                 | номинал, год чеканки, растительный орнамент | надпись «СССР», герб СССР                                      | 1961-1962 1965-1991      |
|                          | 20 копеек                | 21,8                     | 3,4                      | медь-никель              | рубчатый                 | номинал, год чеканки, растительный орнамент | надпись «СССР», герб СССР                                      | 1961-1962 1965-1991      |
|                          | 50 копеек                | 24                       | 4,4                      | медь-никель              | гладкий с надписью       | номинал, год чеканки, растительный орнамент | надпись «СССР», герб СССР                                      | 1961 1964-1991           |
|                          | 1 рубль                  | 27                       | 7,5                      | медь-никель              | гладкий с надписью       | номинал, год чеканки, растительный орнамент | надпись «Союз Советских Социалистических Республик», герб СССР | 1961 1964-1991           |

### Памятные монеты
Выпуск памятных монет в СССР начался с 1965 года, когда была выпущена монета достоинством в 1 рубль, посвящённая 20 годовщине Победы в Великой Отечественной войне. Монеты выпускались в честь различных юбилейных событий, юбилеев выдающихся личностей, а также памятников архитектуры и животных.
Они чеканились в основном из медно-никелевого сплава. Кроме того, выпускались монеты из серебра, золота, платины и палладия.

### Банкноты образца 1961 года
Данные банкноты послужили образцом для очередного выпуска банкнот болгарского лева в 1962 году, а банкнота 1 рубль — для всех малых номиналов монгольского тугрика 1968 г. В 1967 году впервые в СССР был разработан проект серии памятных банкнот, посвящённых 50-летию Октябрьской революции (25, 50 и 100 рублей), однако в практическом денежном обращении он не был реализован.
| Серия 1961 года                                 | Серия 1961 года   | Серия 1961 года  | Серия 1961 года | Серия 1961 года                                                       | Серия 1961 года                                             | Серия 1961 года                                                                                     | Серия 1961 года                    | Серия 1961 года | Серия 1961 года |
| Изображение                                     | Изображение       | Номинал (рублей) | Размеры (мм)    | Основные цвета                                                        | Описание                                                    | Описание                                                                                            | Описание                           | Дата выхода     | Дата изъятия    |
| Лицевая сторона                                 | Оборотная сторона | Номинал (рублей) | Размеры (мм)    | Основные цвета                                                        | Лицевая сторона                                             | Оборотная сторона                                                                                   | Водяной знак                       | Дата выхода     | Дата изъятия    |
| ----------------------------------------------- | ----------------- | ---------------- | --------------- | --------------------------------------------------------------------- | ----------------------------------------------------------- | --------------------------------------------------------------------------------------------------- | ---------------------------------- | --------------- | --------------- |
|                                                 |                   | 1                | 105×53          | бежевый                                                               | герб СССР, номинал                                          | номинал цифрами и прописью на официальных языках республик СССР                                     | тёмные и светлые 5-конечные звёзды | 1 января 1961   | 31 декабря 1993 |
|                                                 |                   | 3                | 113×57          | зелёный                                                               | герб СССР, номинал, вид на Московский кремль                | номинал цифрами и прописью на официальных языках республик СССР                                     | тёмные и светлые 5-конечные звёзды | 1 января 1961   | 31 декабря 1993 |
|                                                 |                   | 5                | 113×57          | голубой                                                               | герб СССР, номинал, Спасская башня Московского Кремля       | номинал цифрами и прописью на официальных языках республик СССР                                     | тёмные и светлые 5-конечные звёзды | 1 января 1961   | 31 декабря 1993 |
|                                                 |                   | 10               | 124×62          | красный                                                               | профиль В. И. Ленина, герб СССР, номинал цифрами и прописью | номинал цифрами и прописью на официальных языках республик СССР                                     | тёмные и светлые 5-конечные звёзды | 1 января 1961   | 31 декабря 1993 |
|                                                 |                   | 25               | 124×62          | фиолетовый                                                            | профиль В. И. Ленина, герб СССР, номинал цифрами и прописью | номинал цифрами и прописью на официальных языках республик СССР                                     | тёмные и светлые 5-конечные звёзды | 1 января 1961   | 26 июля 1993    |
|                                                 |                   | 50               | 140×71          | зелёный                                                               | профиль В. И. Ленина, герб СССР, номинал цифрами и прописью | номинал цифрами и прописью на официальных языках республик СССР, Сенатский дворец и Сенатская башня | профиль Ленина                     | 1 января 1961   | 23 января 1991  |
|                                                 |                   | 100              | 140×71          | Меняется от светло-бежевого до коричневого и светло-голубого в центре | профиль В. И. Ленина, герб СССР, номинал цифрами и прописью | номинал цифрами и прописью на официальных языках республик СССР, Водовзводная башня                 | профиль Ленина                     | 1 января 1961   | 23 января 1991  |
| Масштаб изображений — 1,0 пикселя на миллиметр. |                   |                  |                 |                                                                       |                                                             | |                                    |                 |                 |

## Рубль после реформы 1991 года

### Монеты образца 1991 года
В 1991 году Госбанк СССР выпустил монеты нового образца номиналом 10 и 50 копеек и 1, 5 и 10 рублей.
На аверсе монет изображён вид на Московский Кремль и надпись «ГОСУДАРСТВЕННЫЙ БАНК • СССР •», на реверсе — номинал, маркировка монетного двора, растительный орнамент (колос пшеницы и ветвь дуба с желудями) и год выпуска.
| Монеты образца 1991 года | Монеты образца 1991 года | Монеты образца 1991 года | Монеты образца 1991 года | Монеты образца 1991 года | Монеты образца 1991 года             | Монеты образца 1991 года                     | Монеты образца 1991 года | Монеты образца 1991 года | Монеты образца 1991 года |
| Изображение              | Номинал                  | Диаметр (мм)             | Толщина (мм)             | Масса (г)                | Материал                             | Гурт                                         | Годы выпуска             | Дата изъятия             |                          |
| ------------------------ | ------------------------ | ------------------------ | ------------------------ | ------------------------ | ------------------------------------ | -------------------------------------------- | ------------------------ | ------------------------ | ------------------------ |
|                          | 10 копеек                | 17,6                     | 1,25                     | 2,3                      | сталь, плак. латунью                 | гладкий                                      | 1991                     | 1 января 1999            |                          |
|                          | 50 копеек                | 18                       | 1,25                     | 2,3                      | медь+никель                          | рубчатый                                     | 1991                     | 1 января 1999            |                          |
|                          | 1 рубль                  | 21                       | 1,45                     | 3,75                     | медь+никель                          | рубчатый                                     | 1991                     | 1 января 1999            |                          |
|                          | 5 рублей                 | 24                       | 1,6                      | 5,25                     | медь+никель                          | прерывисто-рубчатый: 15 участков по 8 рифов  | 1991                     | 1 января 1999            |                          |
|                          | 10 рублей                | 25                       | 1,95                     | 6,25                     | кольцо: медь+никель центр: медь+цинк | прерывисто-рубчатый: 12 участков по 10 рифов | 1991 1992                | 1 января 1999            |                          |

### Банкноты образца 1991 года
В ходе денежной реформы в 1991 году вначале были выпущены новые банкноты номиналом 50 и 100 рублей образца 1991 года. На банкнотах рублей образца 1991 года из названий денежной единицы на языках союзных республик осталось только название на русском языке.
Банкноты других номиналов, включая новые — 200, 500 и 1000 рублей, были выпущены позже. Банкнота номиналом 25 рублей была выпущена в виде пробных экземпляров, но так и не пошла в регулярное обращение.
Банкноты номиналом 1, 3, 5, 10 и 25 рублей образца 1961 года и все имевшие хождение советские монеты продолжили быть законным средством платежа.
| Серия 1991 года                                 | Серия 1991 года   | Серия 1991 года  | Серия 1991 года | Серия 1991 года          | Серия 1991 года                                             | Серия 1991 года                                                                                              | Серия 1991 года                      | Серия 1991 года | Серия 1991 года |
| Изображение                                     | Изображение       | Номинал (рублей) | Размеры (мм)    | Основные цвета           | Описание                                                    | Описание | Описание                             | Дата выхода     | Дата изъятия    |
| Лицевая сторона                                 | Оборотная сторона | Номинал (рублей) | Размеры (мм)    | Основные цвета           | Лицевая сторона                                             | Оборотная сторона                                                                                            | Водяной знак                         | Дата выхода     | Дата изъятия    |
| ----------------------------------------------- | ----------------- | ---------------- | --------------- | ------------------------ | ----------------------------------------------------------- | --- | ------------------------------------ | --------------- | --------------- |
|                                                 |                   | 1                | 105×53          | бежевый красный          | герб СССР, номинал                                          | номинал цифрами и прописью на русском языке                                                                  | 5-конечные звёзды и волнистые полосы | 27 июня 1991    | 31 декабря 1993 |
|                                                 |                   | 3                | 113×57          | зелёный розовый          | герб СССР, номинал, вид на Московский кремль                | номинал цифрами и прописью на русском языке                                                                  | 5-конечные звёзды и волнистые полосы | 3 ноября 1991   | 31 декабря 1993 |
|                                                 |                   | 5                | 113×57          | голубой розовый          | герб СССР, номинал, Спасская башня Московского Кремля       | номинал цифрами и прописью на русском языке                                                                  | 5-конечные звёзды и волнистые полосы | 5 июля 1991     | 31 декабря 1993 |
|                                                 |                   | 10               | 124×62          | красный розовый          | профиль В. И. Ленина, герб СССР, номинал цифрами и прописью | номинал цифрами и прописью на русском языке                                                                  | тёмные и светлые 5-конечные звёзды   | 10 июля 1991    | 31 декабря 1993 |
|                                                 |                   | 50               | 140×71          | зелёный жёлтый           | профиль В. И. Ленина, герб СССР, номинал цифрами и прописью | номинал цифрами и прописью на официальных языках республик СССР, Большой кремлёвский дворец, Тайницкая башня | профиль Ленина                       | 23 января 1991  | 26 июля 1993    |
|                                                 |                   | 100              | 144×71          | бежевый коричневый синий | профиль В. И. Ленина, герб СССР, номинал цифрами и прописью | номинал цифрами и прописью на официальных языках республик СССР, Водовзводная башня                          | профиль Ленина                       | 23 января 1991  | 26 июля 1993    |
|                                                 |                   | 200              | 144×71          | зелёный коричневый       | профиль В. И. Ленина, герб СССР, номинал цифрами и прописью | Государственный Кремлёвский дворец, Троицкая башня                                                           | профиль Ленина                       | 30 ноября 1991  | 26 июля 1993    |
|                                                 |                   | 500              | 144×71          | красный бордовый зелёный | профиль В. И. Ленина, герб СССР, номинал цифрами и прописью | здание президиума ВС СССР, Спасская башня                                                                    | профиль Ленина                       | 24 декабря 1991 | 26 июля 1993    |
|                                                 |                   | 1000             | 144×71          | зелёный коричневый       | профиль В. И. Ленина, герб СССР, номинал цифрами и прописью | вид на Московский кремль со стороны Васильевского спуска                                                     | профиль Ленина                       | 19 марта 1992   | 26 июля 1993    |
| Масштаб изображений — 1,0 пикселя на миллиметр. |                   |                  |                 |                          |                                                             | |                                      |                 |                 |

### Банкноты образца 1992 года
В 1992 году были выпущены банкноты нового образца номиналом 50, 100, 200, 500 и 1000 рублей. На банкнотах было несколько изменено графическое оформление.
Несмотря на то, что 20 декабря 1991 года Госбанк СССР был упразднён и прекратил свою деятельность 1 марта 1992 года, банкноты образца 1992 года, выпускавшиеся Центральным банком РФ, продолжали называться билетами Государственного банка СССР. На территории России они были выведены из обращения вместе с банкнотами предыдущих выпусков в результате денежной реформы, начавшейся 26 июля 1993 года.
| Серия 1992 года                                 | Серия 1992 года   | Серия 1992 года  | Серия 1992 года | Серия 1992 года          | Серия 1992 года                                             | Серия 1992 года                                                                          | Серия 1992 года                      | Серия 1992 года | Серия 1992 года | Серия 1992 года |
| Изображение                                     | Изображение       | Номинал (рублей) | Размеры (мм)    | Основные цвета           | Описание                                                    | Описание                                                                                 | Описание                             | Дата выхода     | Дата изъятия    |                 |
| Лицевая сторона                                 | Оборотная сторона | Номинал (рублей) | Размеры (мм)    | Основные цвета           | Лицевая сторона                                             | Оборотная сторона                                                                        | Водяной знак                         | Дата выхода     | Дата изъятия    |                 |
| ----------------------------------------------- | ----------------- | ---------------- | --------------- | ------------------------ | ----------------------------------------------------------- | ---------------------------------------------------------------------------------------- | ------------------------------------ | --------------- | --------------- | --------------- |
|                                                 |                   | 50               | 140×71          | зелёный жёлтый           | профиль В. И. Ленина, герб СССР, номинал цифрами и прописью | номинал цифрами и прописью на русском языке, Большой кремлёвский дворец, Тайницкая башня | 5-конечные звёзды и волнистые полосы | 1 июля 1992     | 26 июля 1993    |                 |
|                                                 |                   | 100              | 140×71          | бежевый коричневый синий | профиль В. И. Ленина, герб СССР, номинал цифрами и прописью | номинал цифрами и прописью на русском языке, Водовзводная башня                          | тёмные и светлые 5-конечные звёзды   | 4 марта 1992    | 26 июля 1993    |                 |
|                                                 |                   | 200              | 144×71          | зелёный коричневый       | профиль В. И. Ленина, герб СССР, номинал цифрами и прописью | Государственный Кремлёвский дворец, Троицкая башня                                       | 5-конечные звёзды и волнистые полосы | 1 июля 1992     | 26 июля 1993    |                 |
|                                                 |                   | 500              | 144×71          | красный бордовый зелёный | профиль В. И. Ленина, герб СССР, номинал цифрами и прописью | здание президиума ВС СССР, Спасская башня                                                | тёмные и светлые 5-конечные звёзды   | 1 июля 1992     | 26 июля 1993    |                 |
|                                                 |                   | 1000             | 144×71          | зелёный коричневый       | профиль В. И. Ленина, герб СССР, номинал цифрами и прописью | вид на Московский кремль со стороны Васильевского спуска                                 | тёмные и светлые 5-конечные звёзды   | 1 июля 1992     | 26 июля 1993    |                 |
| Масштаб изображений — 1,0 пикселя на миллиметр. |                   |                  |                 |                          |                                                             |                                                                                          |                                      |                 |                 |                 |

## Режим валютного курса
Официальный курс советского рубля был привязан к золоту. Но действовал он исключительно для внешнеторговых операций, на которые была государственная монополия. Рядовые советские граждане не имели права свободно владеть иностранной валютой в наличной форме или на банковских счетах. Даже если они её получали, например при работе за границей, при возвращении в СССР валюта обменивалась по официальному курсу на рубли или на чеки Внешпосылторга и Внешторгбанка. Иностранные граждане могли использовать валюту в специальных магазинах Торгсин (действовали с 1930 по 1936 годы). Неофициальные операции с валютой были уголовным преступлением с наказанием вплоть до расстрела. Тем не менее, чёрный валютный рынок существовал и доллар там стоил в 14-15 раз дороже официального курса. При этом на чёрном рынке основные операции проводились не с валютой как таковой, а с чеками Внешпосылторга и Внешторгбанка, на которые можно было купить дефицитные товары в специальных магазинах.

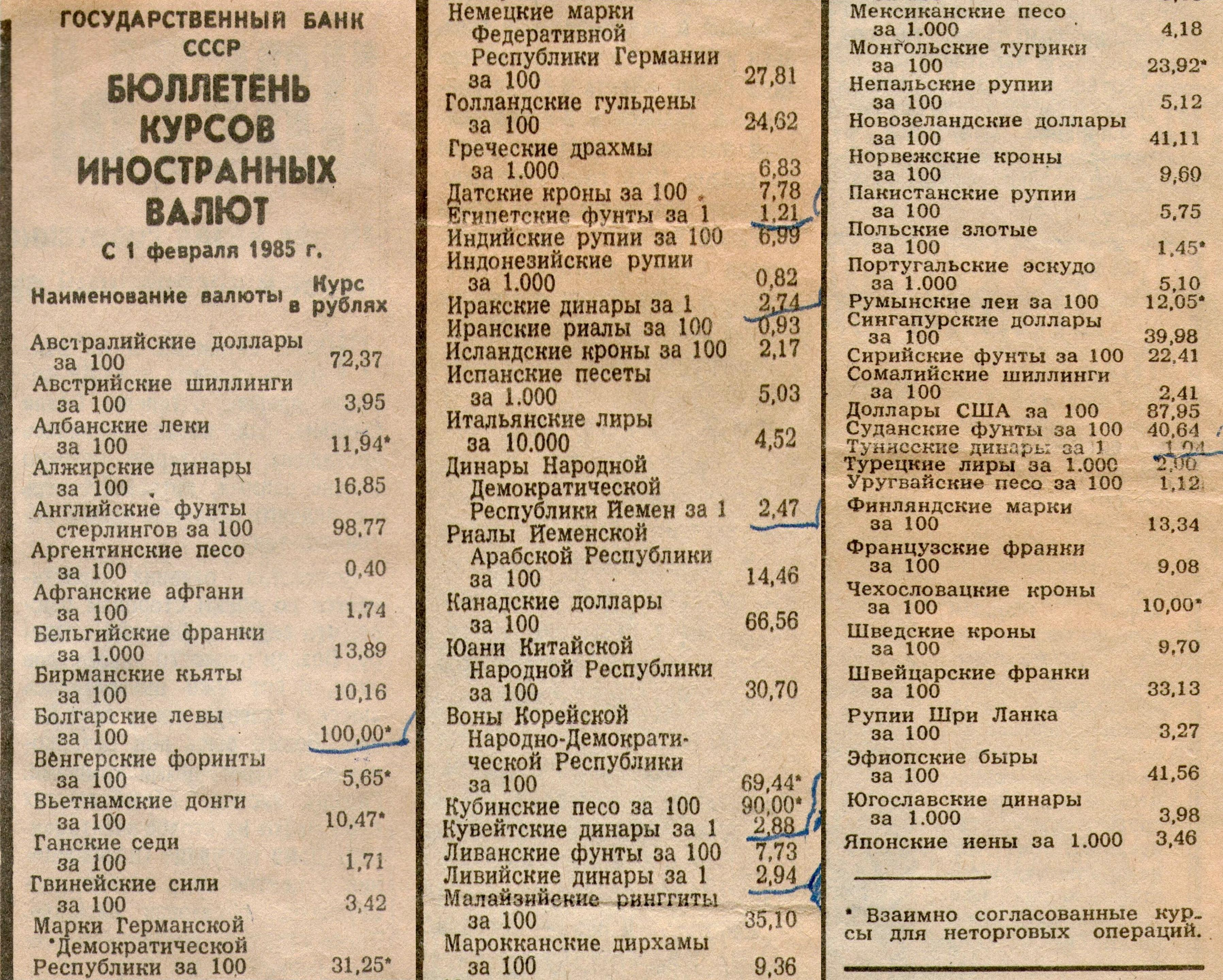
Бюллетень курсов иностранных валют Госбанка СССР с 1 февраля 1985

Ниже приведена таблица с официальным курсом доллара США к советскому рублю в разные годы. Изменения официального курса часто производились по политическим причинам, а потом под них проводилось «экономическое» обоснование.
| 01.01.1924                                       | 2,2000 |
| 01.04.1924                                       | 1,9405 |
| 01.01.1927                                       | 1,9450 |
| 01.02.1928                                       | 1,9434 |
| 01.04.1933                                       | 1,9434 |
| 01.05.1933                                       | 1,7474 |
| 01.01.1934                                       | 1,2434 |
| 01.01.1935                                       | 1,1509 |
| 01.01.1936                                       | 1,1516 |
| 01.01.1937                                       | 5,0400 |
| 19.07.1937                                       | 5,3000 |
| 01.02.1950                                       | 5,3000 |
| 01.03.1950                                       | 4,0000 |
| 01.12.1960                                       | 4,0000 |
| 01.01.1961                                       | 0,9000 |
| 01.12.1971                                       | 0,9000 |
| 01.01.1972                                       | 0,8290 |
| 01.01.1973                                       | 0,8260 |
| 01.01.1974                                       | 0,7536 |
| 01.01.1975                                       | 0,7300 |
| 01.01.1976                                       | 0,7580 |
| 01.01.1977                                       | 0,7420 |
| 01.01.1978                                       | 0,7060 |
| 01.01.1979                                       | 0,6590 |
| 03.01.1980                                       | 0,6395 |
| 01.01.1981                                       | 0,6750 |
| 01.01.1982                                       | 0,7080 |
| 13.01.1983                                       | 0,7070 |
| 01.01.1984                                       | 0,7910 |
| 28.02.1985                                       | 0,9200 |
| 01.01.1986                                       | 0,7585 |
| 01.01.1987                                       | 0,6700 |
| 06.01.1988                                       | 0,5804 |
| 04.01.1989                                       | 0,6059 |
| 03.01.1990                                       | 0,6072 |
| 02.01.1991                                       | 0,5605 |
| 13.02.1991                                       | 0,5450 |
| 01.01.1992                                       | 0,5549 |
| 24.06.1992                                       | 0,5622 |
| Источник: Центральный банк Российской Федерации. |        |

## Отказ от советского рубля и распад рублёвой зоны
C 26 июля по 7 августа 1993 года в России была проведена конфискационная денежная реформа, в ходе которой из денежного обращения были изъяты казначейские билеты и билеты Госбанка СССР. Реформа также решила задачу по разделению денежных систем России и других стран СНГ, использовавших рубль в качестве платёжного средства во внутреннем денежном обороте.
В течение 1992—1993 годов бывшие советские республики вводят собственные валюты, некоторые с параллельным хождением рубля. Исключением являлся Таджикистан (российский рубль сохраняет хождение до 1995), Приднестровская Молдавская Республика (вводит приднестровский рубль в 1994), в настоящий момент — Абхазия и Южная Осетия (сохраняется хождение российского рубля).

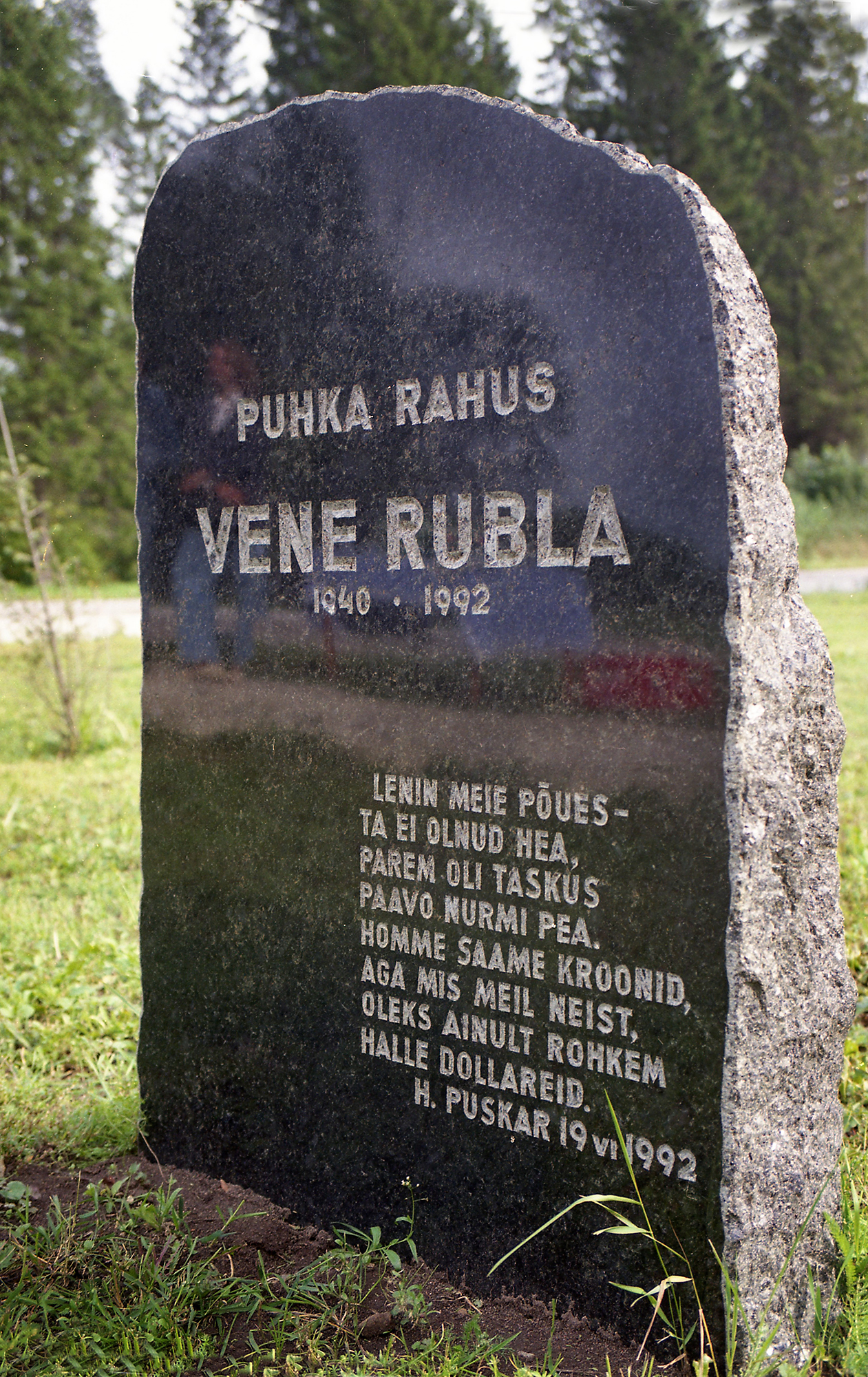
Памятник рублю в виде надгробья в деревне Паяка, Эстония. «Покойся с миром, русский рубль (1940—1992)», — гласит надпись

| Государство                   | Новая валюта                                        | Обменный курс                                              | Дата введения                             |
| ----------------------------- | --------------------------------------------------- | ---------------------------------------------------------- | ----------------------------------------- |
| Азербайджан                   | Азербайджанский манат                               | 10 советских рублей 5000 старых манатов                    | 15 августа 1992 1 января 2006             |
| Армения                       | Армянский драм                                      | 200 советских/российских рублей                            | 22 ноября 1993                            |
| / Беларусь                    | Белорусский рубль                                   | 10 советских рублей 1000 старых рублей 10000 старых рублей | 25 мая 1992 1 января 2000 1 июля 2016     |
| / Грузия                      | Грузинский купон Грузинский лари                    | 1 советский рубль 1 000 000 купонов                        | 5 апреля 1993 2 октября 1995              |
| / Казахстан                   | Казахстанский тенге                                 | 500 советских/российских рублей                            | 15 ноября 1993                            |
| / Кыргызстан                  | Киргизский сом                                      | 200 советских/российских рублей                            | 10 мая 1993                               |
| Латвия                        | Латвийский рубль Латвийский лат Евро                | 1 советский рубль 200 латвийских рублей 0,702804 лата      | 7 мая 1992 5 марта 1993 1 января 2014     |
| Литва                         | Литовский талон Литовский лит Евро                  | 1 советский рубль 100 талонов 3,45280 лита                 | 5 августа 1991 25 июня 1993 1 января 2015 |
| Молдова (кроме Приднестровья) | Молдавский купон Молдавский лей                     | 1 советский рубль 1000 купонов                             | 10 июня 1992 29 ноября 1993               |
| / Россия                      | Российский рубль                                    | 1 советский рубль 1000 старых рублей                       | 26 июля 1993 1 января 1998                |
| Приднестровье                 | Приднестровский рубль                               | 1 советский/российский рубль 1 000 000 старых рублей       | 17 августа 1994 1 января 2001             |
| / Таджикистан                 | Российский рубль Таджикский рубль Таджикский сомони | 1 советский рубль 100 российских рублей 1000 рублей        | 8 января 1994 10 мая 1995 30 октября 2000 |
| / Туркменистан                | Туркменский манат                                   | 500 советских/российских рублей 5000 старых манатов        | 1 ноября 1993 1 января 2009               |
| / Украина                     | Украинский карбованец Украинская гривна             | 1 советский рубль 100 000 карбованцев                      | 10 января 1992 2 сентября 1996            |
| Узбекистан                    | Сум-купон Узбекский сум                             | 1 советский/российский рубль 1000 сум-купонов              | 15 ноября 1993 1 июля 1994                |
| Эстония                       | Эстонская крона Евро                                | 10 советских рублей 15,6466 эстонских крон                 | 20 июня 1992 1 января 2011                |

## В культуре
Стихотворение Сергея Михалкова «Рубль и доллар» (1952):
…

А я народный рубль, и я в руках народа,

Который строит мир и к миру мир зовёт,

И всем врагам назло я крепну год от года.

А ну, посторонись — Советский рубль идёт!